# Fliegerhorst (Goslar)
Der Fliegerhorst ist eine zu Jürgenohl gehörige Siedlung in der Stadt Goslar in Niedersachsen. 

## Geschichte
Zwischen 1926 und 2010 befand sich in der Jürgenohler Feldmark der Fliegerhorst Goslar. 
Am 21. April 2016 wurde der östliche Teil des Geländes Am Brunnenkamp an die Klosterkammer Hannover übergeben, die den Umbau zu einem Wohngebiet mit 180 Wohneinheiten plant. Die restliche Fläche des Fliegerhorstes wurde am 10. Oktober 2016 an die Investorengruppe BLB Projekt- und Baubetreuungs-GmbH verkauft. Für den Teil der historischen Kasernengebäude an den heutigen Straßenzügen Mittelkamp und Walter-Krämer-Straße wurde die Nutzung als Wohngebiet festgelegt, weitere Teile des Geländes im Süden und Osten wurden für ein Einkaufszentrum und andere gewerbliche Nutzung verplant.
Zwischen dem 7. September 2017 und dem 9. Oktober 2017 wurde ein Wettbewerb für die Namenswahl des Siedlungsgebietes ausgeschrieben. Oberbürgermeister Oliver Junk, die Leiterin des städtischen Fachbereichs Bauservice, der Leiter des Stadtarchivs, ein Vertreter einer Investorengruppe und ein Ratsmitglied aus jeder Fraktion gehörten dem Auswahlgremium an.

## Infrastruktur

### Bildung
Die Kindertagesstätte Fliegerhorst befindet sich an der Walter-Krämer-Straße im Norden der Siedlung unter der Trägerschaft der Kämmer International Bilingual School. Die Einrichtung verfügt über eine Kapazität von 120 Kindern in sechs Gruppen.

### Verkehr
Die zentrale Verkehrsachse wurde Im Fliegerhorst benannt, eine weitere nach dem 1941 in Hahndorf erschossenen KZ-Häftling Walter-Krämer-Straße. Die übrigen Straßen tragen alte Flurnamen, darunter Franzosenhai mit dem Wortbestandteil Hai – „umfriedetes Waldstück“.

### ÖPNV
Im Dezember 2018 wurde der Fliegerhorst mit der Buslinie 801 an den ÖPNV der Stadt Goslar angeschlossen. Die Haltestelle Goslar, Fliegerhorst befindet sich im Süden des Siedlungsgebiets am Nahversorgungszentrum.

## Links
- Imageportal der Investorengruppe BLB Projekt- und Baubetreuungs-GmbH